# Delphinium heratense
Delphinium heratense är en ranunkelväxtart som beskrevs av M. Iranshahr. Delphinium heratense ingår i släktet storriddarsporrar, och familjen ranunkelväxter. Inga underarter finns listade i Catalogue of Life.